# Phrudus dakota
Phrudus dakota är en stekelart som beskrevs av Joseph Augustine Cushman 1927. Phrudus dakota ingår i släktet Phrudus och familjen brokparasitsteklar. Inga underarter finns listade i Catalogue of Life.